# トーベイ
トーベイ (Torbay) は、イングランド・デヴォンのバラかつ単一自治体である。

## 概要
トーキー、ペイントン、ブリクサムという3つのタウンからなる。
エクセターとプリマスからほぼ等距離にある。
1086年のドゥームズデイ・ブックに、ブリクサムとペイントンの記述がある。ペイントンには1294年にマーケット、見本市を有するバラのステータスが与えられている。
3つのタウンの位置関係は、北にあるのがトーキー、中央がペイントン、南がブリクサムである。

## 地理・観光
トーベイはデヴォンの南海岸にある風光明媚な海岸景勝地であり、「イギリス・リヴィエラ」とも呼ばれる。デヴォン一帯は3億5000万〜4億年前のデボン紀の名前の由来となる地域であり、トーベイにはその時代に形成された石灰岩の地形と動物群が多く見られる。そのほか、ベリー・ヘッド、ケンツ洞窟遺跡などの観光地もある。アガサ・クリスティはトーキーの出身であるため、トーベイは彼女の小説にも影響がある。
2007年、トーベイ単一自治体の全域からなる62.4 km2の土地と41.5 km2の海域を含む「イギリスリヴィエラ・ジオパーク」は世界ジオパークネットワークに認定された。